# Patrick Breen
Joseph Patrick Breen (* 26. Oktober 1960 in Brooklyn, New York USA) ist ein US-amerikanischer Schauspieler und Drehbuchautor. Er spielt vorwiegend in Fernsehfilmen, jedoch auch in Kinofilmen mit.

## Filmografie (Auswahl)
Schauspieler
- 1986: Spenser (Fernsehserie, eine Folge)
- 1987: Just in Time (Fernsehserie, 6 Folgen)
- 1987: 21 Jump Street – Tatort Klassenzimmer (21 Jump Street, Fernsehserie, eine Folge)
- 1987: Gimme a Break! (Fernsehserie, 2 Folgen)
- 1987: My Sister Sam (Fernsehserie, eine Folge)
- 1989: Die Bombe (Day One, Fernsehfilm)
- 1990: Hände weg von Stefanie! (Nobody’s Perfect)
- 1990: Monsters (Fernsehserie, eine Folge)
- 1990: Die Verschwörung (Kojak: None So Blind, Fernsehfilm)
- 1991: Sunday Dinner (Fernsehserie, 6 Folgen)
- 1992: Ein verrückter Leichenschmaus (Passed Away)
- 1992: Fools’ Fire (Fernsehfilm)
- 1993: Big Wave Dave’s (Fernsehserie, 6 Folgen)
- 1993: Melrose Place (Fernsehserie, 3 Folgen)
- 1993: Fallen Angels (Fernsehserie, eine Folge)
- 1994: Ein Concierge zum Verlieben (For Love or Money)
- 1995: Schnappt Shorty (	Get Shorty)
- 1996: Phinehas (Kurzfilm)
- 1996: Tagebuch eines Dealers (Sweet Nothing)
- 1997: Men in Black
- 1997: Beverly Hills Ninja – Die Kampfwurst (Beverly Hills Ninja)
- 1997: Colin Fitz
- 1996–1997: Liebe, Lüge, Leidenschaft (One Life to Live, Fernsehserie)
- 1998: Familiensache (One True Thing)
- 1998: Party of Five (Fernsehserie, 2 Folgen)
- 1998: Jenny (Fernsehserie, eine Folge)
- 1998: In the Loop (Fernsehserie)
- 1999: Galaxy Quest – Planlos durchs Weltall (Galaxy Quest)
- 1999: Sex and the City (Fernsehserie, eine Folge)
- 1999: Oz – Hölle hinter Gittern (Oz, Fernsehserie, 2 Folgen)
- 1999: Ticket to Love (Just the Ticket)
- 1999: Cross Words (Kurzfilm)
- 1999: Advice from a Caterpillar
- 2000: East of A
- 2001: Will & Grace (Fernsehserie, eine Folge)
- 2001: The Tick (Fernsehserie, eine Folge)
- 2001: Für alle Fälle Amy (Judging Amy, Fernsehserie, eine Folge)
- 2001: Frasier (Fernsehserie, eine Folge)
- 2001: Jack & Jill (Fernsehserie, 2 Folgen)
- 2002: Do Over – Zurück in die 80er (Do Over, Fernsehserie, eine Folge)
- 2002: Just a Kiss
- 2002: Stark Raving Mad
- 2002: The West Wing – Im Zentrum der Macht (The West Wing, Fernsehserie, eine Folge)
- 2002: Angel – Jäger der Finsternis (Angel, Fernsehserie, eine Folge)
- 2003–2004: Die himmlische Joan (Joan of Arcadia, Fernsehserie, 3 Folgen)
- 2003–2004: Rock Me, Baby (Fernsehserie, 5 Folgen)
- 2003: Sie nennen ihn Radio (Radio)
- 2004–2005: Kevin Hill (Fernsehserie, 22 Folgen)
- 2004: Verrückte Weihnachten (Christmas with the Kranks)
- 2004: Monk (Fernsehserie, eine Folge)
- 2006: CSI: Den Tätern auf der Spur (CSI: Crime Scene Investigation, Fernsehserie, eine Folge)
- 2006–2007: Boston Legal (Fernsehserie, 3 Folgen)
- 2006: The New Adventures of Old Christine (Fernsehserie, eine Folge)
- 2007: Ganz schön schwanger (Notes from the Underbelly, Fernsehserie, eine Folge)
- 2007: Pushing Daisies (Fernsehserie, eine Folge)
- 2007: Ein Nachbar zum Verlieben? (The Neighbor)
- 2008: Eli Stone (Fernsehserie, 3 Folgen)
- 2008: Space Chimps – Affen im All (Space Chimps, Stimme)
- 2008: Emergency Room – Die Notaufnahme (ER, Fernsehserie, eine Folge)
- 2009: Mitternachtszirkus – Willkommen in der Welt der Vampire (Cirque du Freak: The Vampire’s Assistant)
- 2009: Captain Cook’s Extraordinary Atlas (Fernsehfilm)
- 2009: Ghost Whisperer – Stimmen aus dem Jenseits (Ghost Whisperer, Fernsehserie, eine Folge)
- 2013: Criminal Minds (Fernsehserie, eine Folge)
- 2014–2015: Madam Secretary (Fernsehserie, 11 Folgen)
- 2017–2019: Eine Reihe betrüblicher Ereignisse (A Series of Unfortunate Events, Fernsehserie, 10 Folgen)
- 2020: Milkwater
- 2021: The Spine of Night (Stimme)
- 2021–2022: Bull (Fernsehserie, 2 Folgen)
- 2023: The Marvelous Mrs. Maisel (Fernsehserie, 1 Folge)
- 2023: American Horror Stories (Fernsehserie, 1 Folge)
- 2023: Julia (Fernsehserie, 1 Folge)
- 2024: Evil (Fernsehserie, 1 Folge)

Drehbuchautor
- 1996: Phinehas (Kurzfilm)
- 2000: East of A
- 2002: Just a Kiss